# 不動院 (足立区千住)

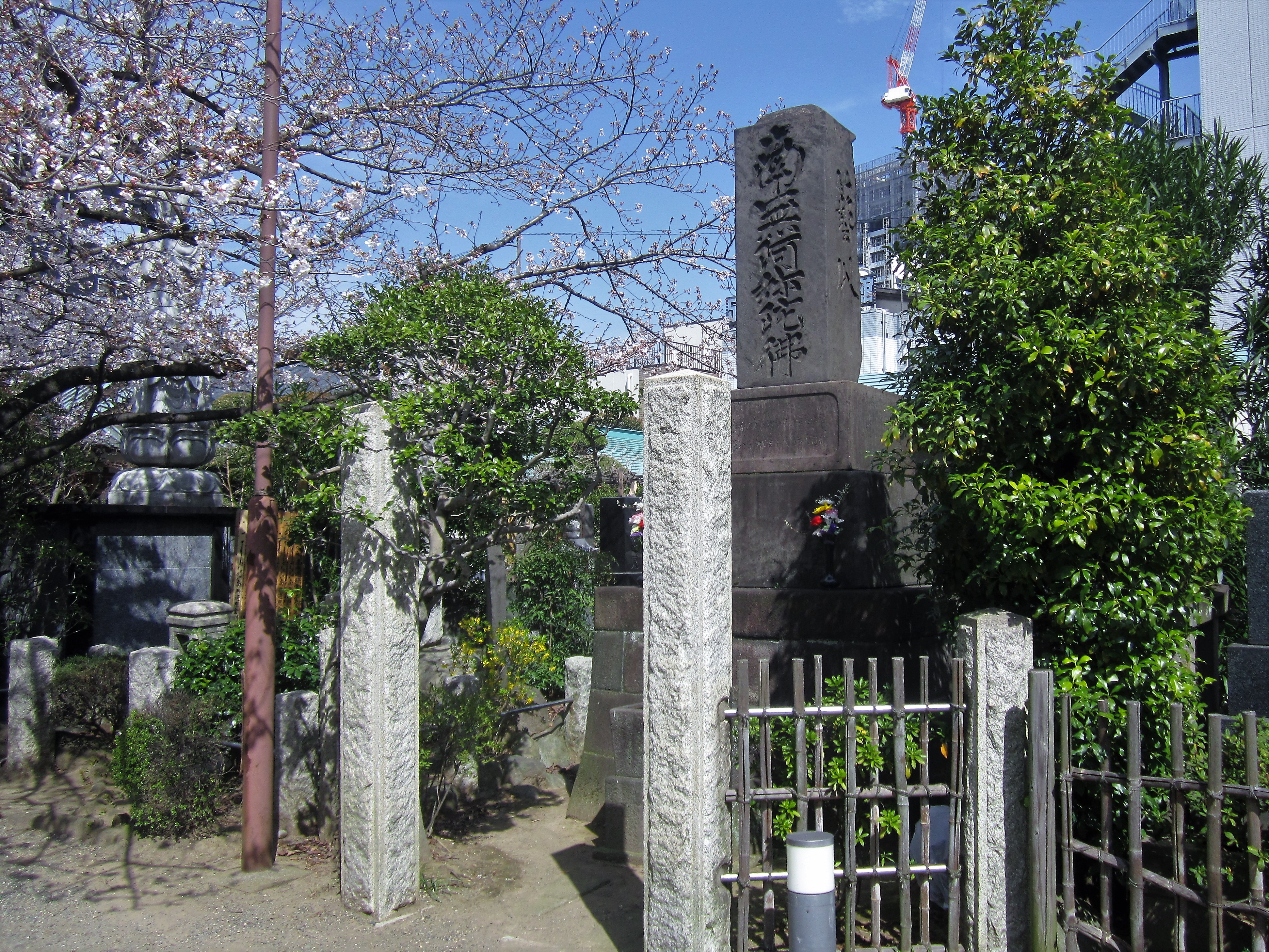
芸州供養塔

不動院（ふどういん）は、東京都足立区にある新義真言宗の寺院。

## 概要
1332年（元弘2年）、秀天によって開山された。慈眼寺の護摩堂に安置されていた覚鑁作の不動明王像を本尊とする寺院として分離独立したものという。
境内には、大きな石塔がある。これは「芸州供養塔」といい、戊辰戦争時に広島藩（芸州藩）の軍勢の輸送業務に従事して戦死した人たちを供養するために建てられたものである。
また当寺は、いわゆる「投げ込み寺」であり、岡場所で亡くなった遊女はここに葬られたという。

## 墓所
- 横尾家（千住宿の旅籠「中田屋」当主）

## 交通アクセス
- 北千住駅より徒歩6分。